# Keep On Dancin' (Ellie Goulding)
Keep On Dancin' è un brano musicale della cantante britannica Ellie Goulding, quarta traccia del terzo album in studio Delirium, pubblicato il 6 novembre 2015 dalla Polydor Records.
Il brano è stato annunciato come il quarto singolo dell'album, tuttavia la sua pubblicazione non si è concretizzata.

## Classifiche
| Classifica (2015) | Posizione massima |
| ----------------- | ----------------- |
| Regno Unito       | 193               |